# 사천 안점산 봉수대
사천 안점산 봉수대(泗川 鞍岾山 烽燧臺)는 경상남도 사천시 용현면 신복리, 안점산에 있는 봉수대이다. 1997년 12월 31일 경상남도의 기념물 제175호로 지정되었다.

## 개요
봉수대는 횃불과 연기를 이용하여 급한 소식을 전하던 옛날의 통신수단을 말한다. 높은 산에 올라가서 불을 피워 낮에는 연기로 밤에는 불빛으로 신호를 보냈다.
경상남도 사천시 와룡산에서 뻗어내린 해발 310m의 봉우리 정상에 있는 이 봉수대는 봉수터와 둘레 100m의 성터가 남아 있었는데, 1994년도에 봉수대 5개소, 성지 100m를 원형대로 복원하였다. 『경상도속찬지리지』에 따르면 남쪽으로 각산 봉수대, 북쪽으로 진주의 망진산 봉수대와 연결되었으며, 조선 세종 때 설치한 것으로 추정한다.

## 같이 보기
- 사천 각산봉화대

## 참고 자료
- 사천안점산봉수대 - 국가유산청 국가유산포털